# Корабль-музей

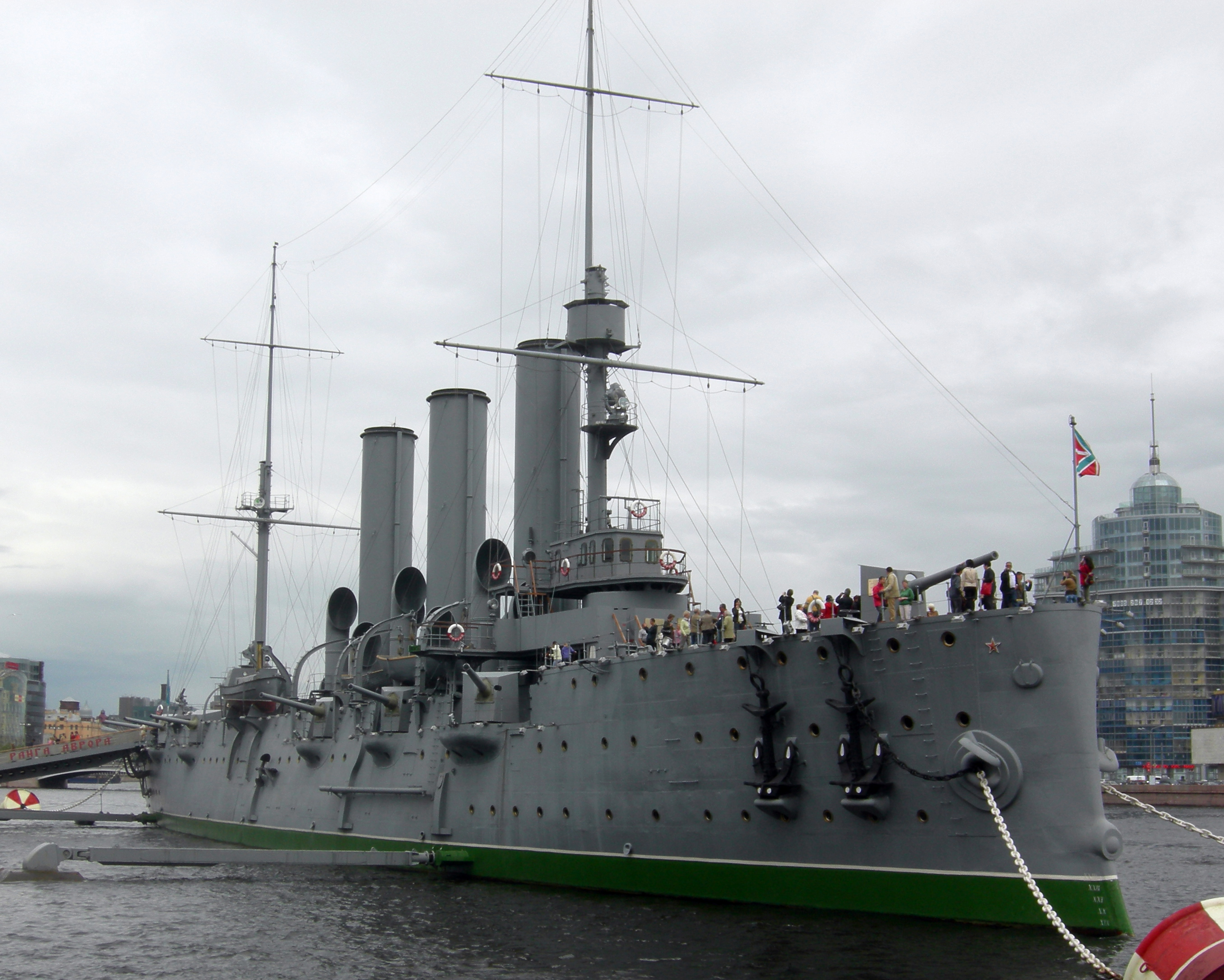
Бронепалубный крейсер «Аврора», один из самых известных кораблей-музеев.

Корабль-музей — судно или корабль, на котором размещена музейная экспозиция, посвящённая истории корабля, экипажа, событиям, в которых принимало участие судно (корабль), объект морского наследия.
Обычно такой корабль открыт для общественности в образовательных или мемориальных целях. Некоторые из них также используются в учебных или иных целях, обычно это те немногие суда, которые сохранили способность и юридическую возможность двигаться.
Есть несколько сотен музейных судов по всему миру. Многие, если не большинство, музейных судов связаны с соответствующим морским музеем.
В России сохранение кораблей началось с указа Петра I 1723 года о сохранении остатков переяславской флотилии. В 1803 г. на деньги, собранные владимирским дворянством, было осуществлено строительство здания музея для сохранения петровского бота «Фортуна». В Астрахани с конца XVIII до середины XX в. хранилась галера Екатерины II «Тверь». Однако первым кораблем-музеем стал в 1948 г. крейсер «Аврора». В 1958 г. для посещения был открыт «Красный вымпел» во Владивостоке. В 1980-90-е гг. были музеефицированы подводные лодки: во Владивостоке, Калининграде, Северодвинске и Санкт-Петербурге. Во второй половине 1990-х годов в Музее Мирового океана в Калининграде появилась музейная набережная с музейными судами «Витязь», «Космонавт Пацаев» и подводной лодкой Б-413. 
В 1989 году на вечную стоянку в Мурманске был поставлен ледокол «Ленин», который проработал 30 лет. С 2009 года на ледоколе размещается музей. В 2016 году ледокол был включён в единый государственный реестр памятников культурного наследия федерального значения. 